# 42. Międzynarodowy Festiwal Filmowy w Berlinie
42. Międzynarodowy Festiwal Filmowy w Berlinie odbył się w dniach 13-24 lutego 1992 roku. Imprezę otworzył pokaz rosyjskiego filmu Wewnętrzny krąg w reżyserii Andrieja Konczałowskiego. W konkursie głównym zaprezentowano 26 filmów pochodzących z 13 różnych krajów.
Jury pod przewodnictwem francuskiej aktorki Annie Girardot przyznało nagrodę główną festiwalu, Złotego Niedźwiedzia, amerykańskiemu filmowi Wielki Kanion w reżyserii Lawrence’a Kasdana. Drugą nagrodę w konkursie głównym, Srebrnego Niedźwiedzia − Nagrodę Specjalną Jury, przyznano węgierskiemu filmowi Kochana Emmo, droga Böbe w reżyserii Istvána Szabó.
W ramach festiwalu odbyła się retrospektywa filmów zrealizowanych w Babelsbergu, najstarszym na świecie studio filmowym.

## Członkowie jury

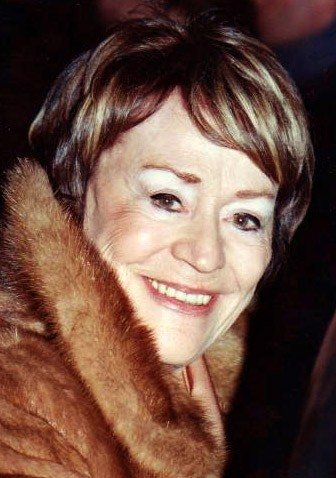
Przewodnicząca jury konkursu głównego Annie Girardot.

### Konkurs główny
- Annie Girardot, francuska aktorka − przewodnicząca jury[4]
- Charles Champlin, amerykański krytyk filmowy
- Sylvia Chang, tajwańska aktorka i reżyserka
- Ildikó Enyedi, węgierska reżyserka
- Irving N. Ivers, dyrektor ds. marketingu wytwórni MGM/UA Entertainment Co.
- Wolfgang Klaue, niemiecki archiwista filmowy i były prezes FIAF
- Fernando Lara, dyrektor MFF w Valladolid
- Dahlia Shapira, izraelska dystrybutorka filmowa
- Eldar Szengiełaja, gruziński reżyser
- Michael Verhoeven, niemiecki reżyser
- Susannah York, brytyjska aktorka

## Selekcja oficjalna

### Konkurs główny
Następujące filmy zostały wyselekcjonowane do udziału w konkursie głównym o Złotego Niedźwiedzia i Srebrne Niedźwiedzie:
| Tytuł polski                                 | Tytuł oryginalny                             | Reżyseria              | Kraj produkcji    |
| -------------------------------------------- | -------------------------------------------- | ---------------------- | ----------------- |
| Beltenebros                                  | Beltenebros                                  | Pilar Miró             | Hiszpania         |
| Infinitas                                    | Бесконечность Bieskoniecznost                | Marlen Chucyjew        | Rosja             |
| Der Brocken                                  | Der Brocken                                  | Vadim Glowna           | Niemcy            |
| Bugsy                                        | Bugsy                                        | Barry Levinson         | Stany Zjednoczone |
| Przylądek strachu                            | Cape Fear                                    | Martin Scorsese        | Stany Zjednoczone |
| Il capitano                                  | Il capitano                                  | Jan Troell             | Szwecja           |
| Céline                                       | Céline                                       | Jean-Claude Brisseau   | Francja           |
| Opowieść zimowa                              | Conte d'hiver                                | Éric Rohmer            | Francja           |
| Umrzeć powtórnie                             | Dead Again                                   | Kenneth Branagh        | Stany Zjednoczone |
| Kochana Emmo, droga Böbe                     | Édes Emma, drága Böbe - vázlatok, aktok      | István Szabó           | Węgry             |
| La Frontera                                  | La Frontera                                  | Ricardo Larraín        | Chile             |
| Czekam na ciebie w Laramie                   | Gas Food Lodging                             | Allison Anders         | Stany Zjednoczone |
| Wielki Kanion                                | Grand Canyon                                 | Lawrence Kasdan        | Stany Zjednoczone |
| Gudrun                                       | Gudrun                                       | Hans W. Geissendörfer  | Niemcy            |
| Świecący mech                                | ひかりごけ Hikarigoke                        | Kei Kumai              | Japonia           |
| Wewnętrzny krąg                              | Ближний круг The Inner Circle                | Andriej Konczałowski   | Rosja             |
| Długa zima                                   | El largo invierno                            | Jaime Camino           | Hiszpania         |
| W rodzinnym kręgu                            | The Last Days of Chez Nous                   | Gillian Armstrong      | Australia         |
| Margines życia                               | Light Sleeper                                | Paul Schrader          | Stany Zjednoczone |
| Nagi lunch                                   | Naked Lunch                                  | David Cronenberg       | Kanada            |
| Wybranek                                     | რჩეული Rcheuli                               | Mikheil Kalatozishvili | Gruzja            |
| Same kłamstwa                                | Rien que des mensonges                       | Paule Muret            | Francja           |
| Aktorka                                      | 阮玲玉 Ruan Lingyu                           | Stanley Kwan           | Hongkong          |
| Samodzielne życie (film wycofany z konkursu) | Самостоятельная жизнь Samostojatielnaja żyzń | Witalij Kaniewski      | Rosja             |
| Wszystkie poranki świata                     | Tous les matins du monde                     | Alain Corneau          | Francja           |
| Utz                                          | Utz                                          | George Sluizer         | Niemcy            |

### Pokazy pozakonkursowe
Następujące filmy zostały wyświetlone na festiwalu w ramach pokazów pozakonkursowych:
| Tytuł polski                | Tytuł oryginalny                       | Reżyseria             | Kraj produkcji    |
| --------------------------- | -------------------------------------- | --------------------- | ----------------- |
| Diên Biên Phú               | Diên Biên Phú                          | Pierre Schoendoerffer | Francja           |
| Dolina paproci              | FernGully: The Last Rainforest         | Bill Kroyer           | Stany Zjednoczone |
| Niewypowiedziana wojna      | La guerre sans nom                     | Bertrand Tavernier    | Francja           |
| Miraculi                    | Miraculi                               | Ulrich Weiß           | Niemcy            |
| Cienie we mgle              | Shadows and Fog                        | Woody Allen           | Stany Zjednoczone |
| Star Trek VI: Wojna o pokój | Star Trek VI: The Undiscovered Country | Nicholas Meyer        | Stany Zjednoczone |

## Laureaci nagród

### Konkurs główny
Złoty Niedźwiedź
- Wielki Kanion, reż. Lawrence Kasdan

Srebrny Niedźwiedź − Nagroda Specjalna Jury
- Kochana Emmo, droga Böbe, reż. István Szabó

Srebrny Niedźwiedź dla najlepszego reżysera
- Jan Troell − Il capitano

Srebrny Niedźwiedź dla najlepszej aktorki
- Maggie Cheung − Aktorka

Srebrny Niedźwiedź dla najlepszego aktora
- Armin Mueller-Stahl − Utz

Srebrny Niedźwiedź za wybitne osiągnięcie artystyczne
- Ricardo Larraín za debiut fabularny La Frontera

Srebrny Niedźwiedź za wybitny wkład artystyczny
- Javier Aguirresarobe za zdjęcia do filmu Beltenebros

Nagroda im. Alfreda Bauera za innowacyjność
- Marlen Chucyjew − Infinitas

Wyróżnienie honorowe
- Gudrun, reż. Hans W. Geissendörfer

### Konkurs filmów krótkometrażowych
Złoty Niedźwiedź dla najlepszego filmu krótkometrażowego
- Bolero, reż. Iwan Maksimow

### Pozostałe nagrody
Nagroda FIPRESCI
- Konkurs główny:  Opowieść zimowa, reż. Éric Rohmer
- Sekcja „Forum”:  Edward II, reż. Derek Jarman /  Życie cyganerii, reż. Aki Kaurismäki
  - Wyróżnienie:  Trzy dni, reż. Šarūnas Bartas

Nagroda Jury Ekumenicznego
- Konkurs główny:  Infinitas, reż. Marlen Chucyjew
  - Wyróżnienie:  Kochana Emmo, droga Böbe, reż. István Szabó /  Opowieść zimowa, reż. Éric Rohmer
- Sekcja „Forum”:  Zwiastowanie Marie, reż. Alain Cuny
  - Wyróżnienie:  Trzy dni, reż. Šarūnas Bartas